# Pila (Chorwacja)
Pila – wieś w Chorwacji, w żupanii krapińsko-zagorskiej, w gminie Stubičke Toplice. W 2011 roku liczyła 175 mieszkańców.